# Bandar Mahligai
Bandar Mahligai is een bestuurslaag in het regentschap Aceh Tamiang van de provincie Atjeh, Indonesië. Bandar Mahligai telt 761 inwoners (volkstelling 2010).